# Franklin Pierce
Franklin Pierce (Hillsborough, Nuevo Hampshire, 23 de noviembre de 1804-Concord, Nuevo Hampshire, 8 de octubre de 1869) fue el decimocuarto presidente de los Estados Unidos de 1853 a 1857, un demócrata del norte que vio el movimiento abolicionista como una amenaza fundamental para la unidad de la nación. Se distanció de los grupos antiesclavistas promoviendo y firmando la Ley de Kansas-Nebraska y aplicando la Ley de Esclavos Fugitivos; sin embargo, no pudo detener el conflicto entre el Norte y el Sur, preparando el escenario para la secesión del sur y la guerra civil estadounidense.
Nació en 1804, lo que hace de él el primer presidente nacido en el siglo XIX, y sirvió en la Cámara de Representantes y el Senado hasta que renunció al Senado en 1842. Su práctica de derecho privado en Nuevo Hampshire fue un éxito, y fue nombrado fiscal federal de su estado en 1845. Participó en la Intervención estadounidense en México como general de brigada en el ejército. Fue visto por los demócratas como un candidato de compromiso para unir los intereses del norte y del sur, y fue nominado como candidato del partido a la presidencia en la 49.ª votación en la Convención Nacional Demócrata de 1852. Él y su compañero de fórmula William R. King derrotaron fácilmente la boleta del Partido Whig de Winfield Scott y William A. Graham en las elecciones presidenciales de 1852.
Como presidente, Pierce intentó simultáneamente imponer normas neutrales para el servicio civil, al tiempo que satisfacía los diversos elementos del Partido Demócrata con mecenazgo, un esfuerzo que fracasó en gran medida y convirtió a muchos en su partido en contra de él. Fue parte del movimiento expansionista Young American de los Estados Unidos, promovió la compra de La Mesilla a México y dirigió un intento fallido de adquirir Cuba, a España. Firmó tratados comerciales con Gran Bretaña y Japón, mientras que su gabinete reformó sus departamentos y mejoró la rendición de cuentas, pero estos éxitos se vieron ensombrecidos por las luchas políticas durante su presidencia. Su popularidad disminuyó drásticamente en los estados del norte después de que apoyó la Ley de Kansas-Nebraska, que anuló el Compromiso de Misuri, mientras que muchos blancos en el Sur continuaron apoyándolo. La aprobación de la ley condujo a un conflicto violento sobre la expansión de la esclavitud en el oeste americano. La administración de Pierce fue aún más dañada cuando varios de sus diplomáticos emitieron el Manifiesto de Ostende pidiendo la anexión de Cuba, un documento que fue duramente criticado. Esperaba que los demócratas lo volvieran a nombrar en las elecciones presidenciales de 1856, pero su partido lo abandonó y su intento fracasó. Su reputación en el Norte sufrió aún más durante la guerra civil estadounidense cuando se convirtió en un crítico del presidente Abraham Lincoln.
Pierce era popular y extrovertido, pero su vida familiar fue un asunto siniestro, con su esposa Jane sufriendo de enfermedades y depresión durante gran parte de su vida. Todos sus hijos murieron en la infancia, su último hijo murió trágicamente en un accidente de tren mientras la familia viajaba poco antes de la toma de posesión de Pierce. Fue un gran bebedor durante gran parte de su vida, y murió de cirrosis en 1869. Los historiadores y académicos generalmente clasifican a Pierce como uno de los peores presidentes de Estados Unidos.

## Biografía

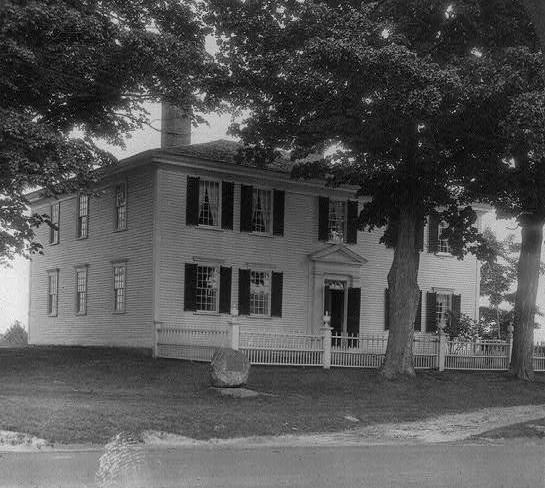
La casa de Hillsborough en que se crio Franklin Pierce es en la actualidad un Hito Histórico Nacional. Pierce había nacido en una cabaña cercana mientras se completaba esta mansión.

Franklin Pierce nació el 23 de noviembre de 1804 en una cabaña de madera de Hillsborough, Nuevo Hampshire. Era el sexto hijo de un total de ocho del matrimonio formado por Benjamin Pierce y Anna Kendrick. Benjamin había sido teniente durante la Guerra de Independencia y llegaría a ser gobernador de su estado. La familia Pierce descendía del escritor y barón inglés sir Richard Crew a través del nieto de este, Thomas Pierce, un inmigrante de Norfolk que se instaló en la bahía de Massachusetts en la década de 1630, y de quien también descendía la primera dama del país entre 1989 y 1993, Barbara Bush. 
El futuro presidente Pierce estudió Humanidades en el Bowdoin College de Brunswick, Maine, y se formó como abogado en varios despachos de renombre de Nuevo Hampshire y Massachusetts. Franklin Pierce fue un joven apuesto, culto y excelente conversador, además de lector de John Locke, partidario de la independencia de Grecia y convincente orador. Ejerció de abogado desde los 23 años. Sin embargo, desde muy pronto mantuvo una sorda lucha contra su alcoholismo, y un matrimonio infeliz, con la depresiva Jane Means Appleton, sacudida por las sucesivas muertes de sus tres hijos, lo que no contribuyó a mejorar su situación anímica. 
Pierce se interesó pronto por la política. Simpatizante del "Viejo Nogal", (apodo del presidente Andrew Jackson), fue un entusiasta demócrata desde la creación del partido. Así, el mismo año 1829 en que Jackson entraba en la Casa Blanca, Pierce hacía lo propio en la Cámara de Representantes de Nuevo Hampshire. En 1833 la abandonó para ingresar en el Congreso nacional, y en 1837 pasó al Senado, como miembro más joven de la institución en su, por entonces, corta historia. 
Fiel a la ortodoxia jaksoniana del partido, Pierce se opuso al Banco Nacional y al abolicionismo, si bien no respaldaba la postura de su partido con respecto a la anexión de Texas, que él prefería posponer. Con este currículum político, Pierce se presentó a la Convención de su partido de 1852, año electoral, como un nuevo James Polk, un joven demócrata fiel a Jackson y que había desarrollado su carrera política a la sombra del Viejo Nogal.

## Elección de Pierce

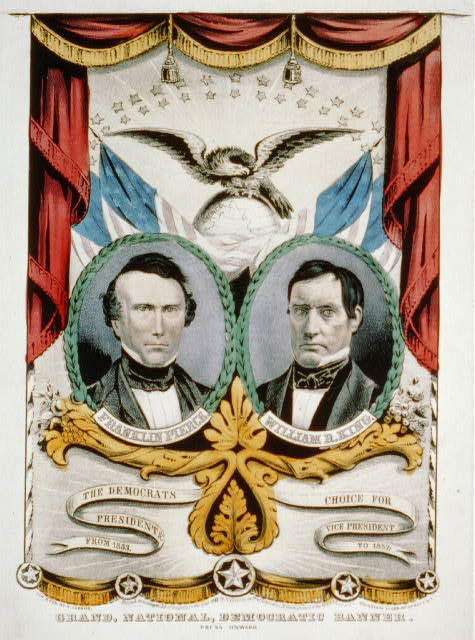
Póster electoral del ticket Pierce/King.

Franklin Pierce llegó a ser Presidente de los Estados Unidos de manera inesperada; en el año 1852 el Partido Demócrata pensaba que perdería las próximas elecciones presidenciales. Cuando se reunió la Convención Nacional del partido para elegir al candidato presidencial, celebrada en Baltimore en junio de 1852, había al menos cuatro dirigentes demócratas importantes que luchaban para ser el candidato y evitar la "previsible" derrota electoral del partido. El partido estaba tan dividido entre estos precandidatos que tuvieron que realizarse más de treinta rondas de votación hasta que el inesperado Pierce se alzó finalmente con la nominación a la presidencia. Su rival fue el candidato whig, el general Winfield Scott. El Partido Whig, que se había constituido en contraposición a la figura de Andrew Jackson y sus numerosos seguidores, apostaba por presentar, siempre que fuera posible, generales admirados por el electorado a cada elección presidencial, como los demócratas hicieron con Jackson en su día. Así ocurrió con los dos únicos presidentes electos whigs en la historia de Estados Unidos: William Henry Harrison en 1840 y Zachary Taylor en 1848. Scott, como Taylor, era un veterano de la guerra contra México (1845 - 1848). Además de Pierce y Scott, también hubo otros dos candidatos presidenciales: John Parker Hale, que era candidato del pequeño Partido del Suelo Libre, abolicionista; y Daniel Webster, que buscaba aglutinar el voto de los whigs disidentes.
El programa electoral del Partido Whig era muy parecido al programa del Partido Demócrata; así que la competencia se limitó a una lucha entre las personalidades de los dos candidatos principales (Pierce y Scott). El Partido Whig había quedado fracturado en dos tras el apoyo del presidente Fillmore al Compromiso de 1850. Para colmo de desgracias, los whigs ya no podían contar con sus dos líderes más populares, Henry Clay y Daniel Webster, pues el primero había fallecido y el segundo había abandonado el partido, como ya se ha visto.
Así las cosas, la Convención Nacional que el partido celebró en Baltimore entre el 17 y el 20 de junio solo pudo alcanzar un precario acuerdo en torno a la defensa del Compromiso de 1850 como eje central del programa electoral. Pero la reputación de enemigo de la esclavitud que tenía Scott le hizo perder votos entre los whigs de los Estados del Sur; mientras que el programa favorable a la esclavitud de su partido le hizo perder votos entre los whigs del Norte, y todo ello benefició a Pierce. Además, la condición de héroe de la guerra contra los mexicanos de Scott fue compensada por el hecho de que Pierce también había peleado en esa guerra con el rango de General de Brigada (precisamente bajo las órdenes de Scott). Por último, también es digno de mención el apoyo que el novelista Nathaniel Hawthorne, autor de La letra escarlata, brindó a su amigo Pierce publicando su biografía La vida de Franklin Pierce en respaldo de su candidatura.
En las elecciones celebradas el 2 de noviembre de 1852, Pierce obtuvo 1.607.510 votos populares equivalentes al 50,84% de los votos; mientras que Scott obtuvo 1.386.942 votos populares, que equivalían al 43,87% de los votos; Parker Hale saco 155.210 votos, equivalentes al 4,91%; y Webster obtuvo 6.994 votos, que representaban un 0,2% del total. En el Colegio Electoral Pierce obtuvo 254 electores contra 42 de Scott y ninguno para los otros candidatos; así que Pierce ganó la elección y fue nombrado presidente.
Franklin Pierce fue el único presidente de la historia de los EE. UU. que prometió el cargo en lugar de jurarlo, se negó a utilizar Biblia o a jurar porque la muerte de su hijo en un accidente de tren dos meses antes le había hecho cuestionar a Dios. Después, dio un discurso de más de 3000 palabras sin ninguna nota delante.

## Presidencia
La presidencia de Pierce comenzó marcada por la citada muerte trágica de su último hijo Benny, de once años de edad, el 6 de enero de 1853. Su esposa no se repuso del golpe: durante toda la presidencia de su marido permaneció recluida en la primera planta de la Casa Blanca, no saliendo de ella más que en contadas ocasiones. 
Una de las primeras decisiones de Pierce consistió en la compra a México de una porción relativamente menor de su territorio, que devendría en parte de los estados de Arizona y Nuevo México, lo que seguía la estela del "Joven Nogal" Polk y su expansión hacia el Oeste. Posteriormente, Pierce barajó la posibilidad de anexionar Cuba -a la sazón, territorio español-, invocando la teoría del Destino Manifiesto con el objeto de conseguir nuevos territorios a los que extender la esclavitud. Su propósito cayó pronto en el olvido. 

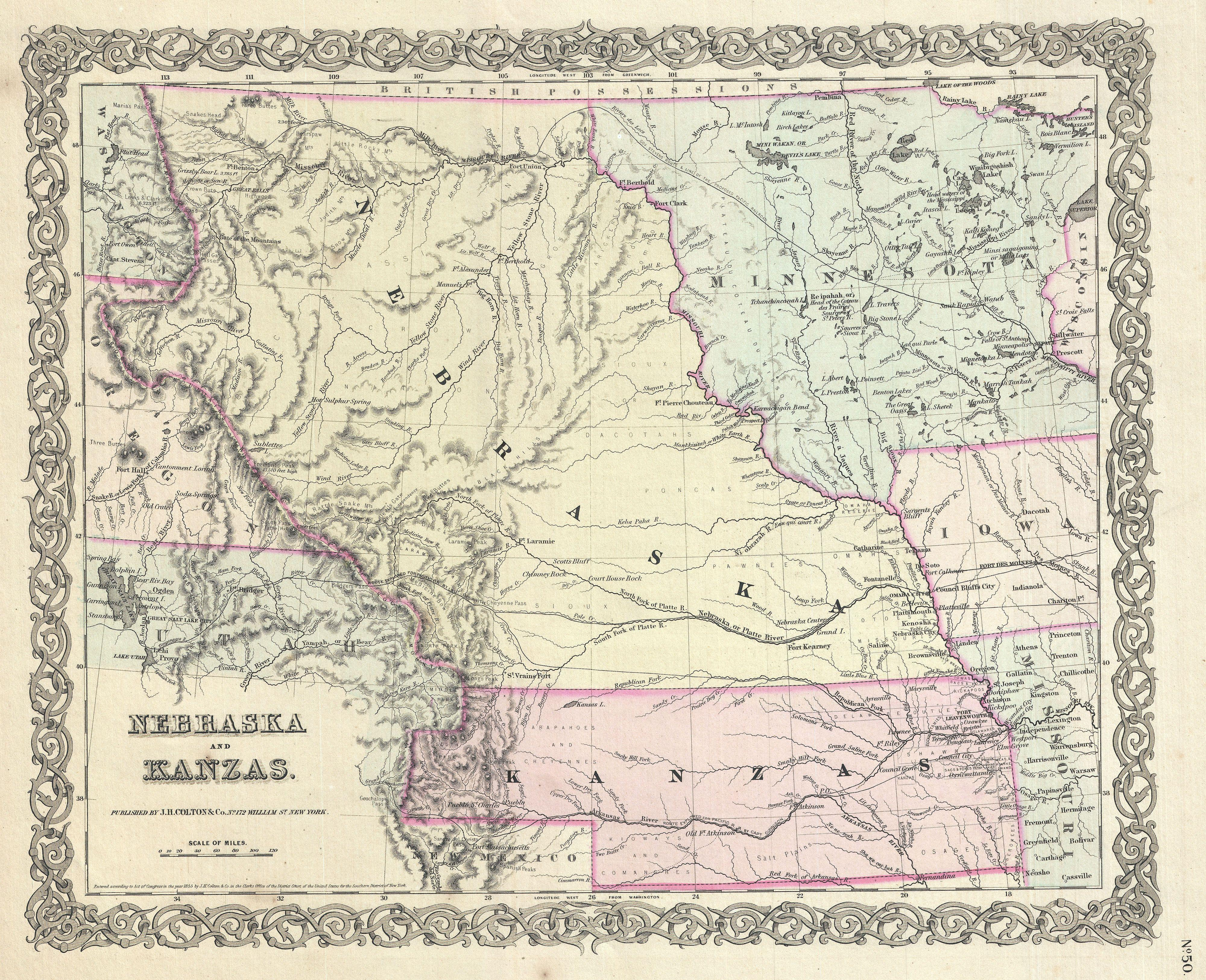
La Ley de Kansas-Nebraska organizó los territorios de Kansas (en rosa) y Nebraska (amarillo).

Pero la principal razón por la que se recuerda la presidencia de Pierce es la Ley de Kansas-Nebraska de 1854, que enterraba definitivamente el Compromiso de Misuri de 1820 al posibilitar que, mediante el voto de sus habitantes, un estado al norte de lo acordado en 1820 pasara a ser esclavista. Este nuevo compromiso entre abolicionistas y esclavistas, lejos de armonizar la situación superando el Compromiso de 1850, contribuyó a radicalizarla, al ser considerada por los antiesclavistas más fervientes una intolerable cesión a los partidarios de la "peculiar institución". 
Cuando Pierce asumió el cargo el territorio de Kansas-Nebraska era el último espacio adquirido en la compra de Luisiana de 1803 que quedaba por organizar. El proyecto de un ferrocarril continental que uniera las dos costas oceánicas era la oportunidad perfecta para organizarlo definitivamente. La duda era por dónde pasaría ese ferrocarril, si por el norte o por el sur, y por lo tanto, a qué región del país beneficiaría. Dos demócratas de Illinois (es decir, del norte), el presidente de la Cámara de Representantes William A. Richardson y el del Comité del Senado para los territorios, Stephen A. Douglas, aunaron esfuerzos para aprobar una propuesta de ley que organizara Nebraska y permitiera así que el tan deseado ferrocarril pasara por ella para llegar al norte, como ellos querían. Así, el territorio quedó dividido en dos: Kansas, al oeste de Misuri, y Nebraska, al oeste de Iowa y Minnesota. Para lograr el apoyo de los representantes del sur, la Ley Kansas-Nebraska anulaba lo dispuesto en el Compromiso de Misuri de 1820, que establecía que esos territorios debían ser antiesclavistas al hallarse al norte del paralelo 36° 30′, y los dejaba abiertos a la posibilidad legal de que la esclavitud se extendiera por ellos. La decisión correspondería a los habitantes de esos territorios cuando se constituyeran como estados, por lo que los defensores de esta ley también pudieron presentarse como paladines de la soberanía popular.

Una animación que muestra los estados y territorios libres y esclavistas de los Estados Unidos, entre 1789 y 1861.

Si el Compromiso de 1850 ya había abierto los territorios de Utah y Nuevo México (en los que se constituyeron los actuales estados de Nevada, Arizona y Colorado, amén de los propios estados de Utah y Nuevo México) a la esclavitud, ahora, cuando la polémica por este último compromiso aún no se había zanjado, la ley Kansas-Nebraska posibilitaba que la institución esclavista se extendiera también a estos grandes territorios centrales. Se había alcanzado un punto de no retorno: si el sur no lograba expandir la esclavitud -o, mejor dicho, la opción legal de expandirla- a los nuevos territorios que se estaban incorporando a la Unión, se vería recluido al sureste del país, donde, en virtud del Compromiso de Misuri, ya estaba asentada la "peculiar institución". Viéndose confinada a su territorio original, la esclavitud acabaría siendo abolida, ante la abrumadora mayoría de estados libres que tendrían voz y voto en la Cámara de Representantes y en el Senado. El abolicionismo, por su parte, se veía en una situación similar: si permitían que el trabajo esclavo se extendiera a todos los nuevos territorios incorporados, tal y como las mencionadas disposiciones de 1850 y 1854 posibilitaban, la abolición de la esclavitud se tornaría imposible y antes o después se generalizaría a todo el país. 

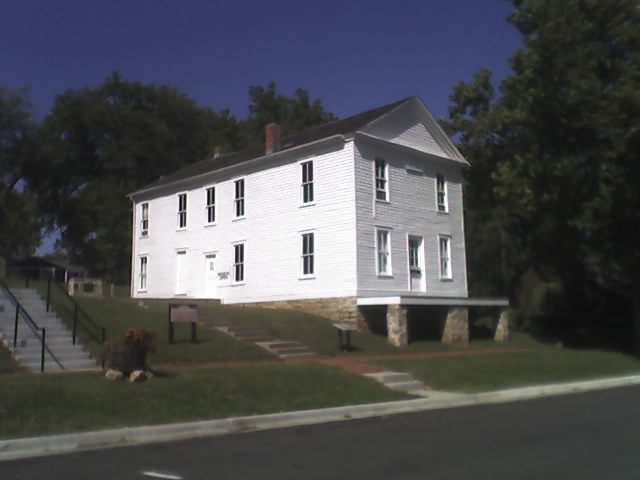
En este edificio de la ciudad kanseña de Lecompton se aprobó la Constitución esclavista de 1857 que nunca llegó a entrar en vigor.

El propio estado de Kansas era el más susceptible de convertirse en un estado esclavista gracias a esta ley, ya que parecía muy improbable que Nebraska optara por legalizar el trabajo esclavo en su suelo. Para evitarlo, abolicionistas del Norte promovieron la emigración a este territorio de un total de 1.240 colonos contrarios a la esclavitud, antes de que se constituyera formalmente como estado. La Sociedad de Ayuda al Emigrante se fundó en ese mismo año de 1854 en Nueva Inglaterra con el fin de promover el asentamiento de colonos no esclavistas en el futuro estado de Kansas. Por el contrario, en Misuri se constituyó la Asociación de Defensa del Municipio (Plate County Deffensive Association) para procurar que Kansas fuera finalmente un estado esclavista. No contentos con ello, en marzo de 1855 centenares de proesclavistas del vecino Misuri se desplazaron a Kansas para elegir una Legislatura estatal que aprobara de una vez el carácter esclavista del nuevo estado. La convención estatal que organizaron con ese objeto se reunió en Lecompton a partir de junio de 1855, si bien no aprobarían una Constitución esclavista hasta el otoño de 1857, con el visto bueno de otro demócrata, el entonces presidente James Buchanan. Para entonces se les habían adelantado los abolicionistas, quienes habían replicado a los esclavistas formando sus propios gobierno y Legislatura estatales en Topeka. En esta otra convención estatal en diciembre de 1855 vio la luz una Constitución para Kansas que prohibía la esclavitud, pero también el asentamiento de negros, libres o esclavos, en el nuevo estado. Ninguna de estas dos constituciones fue aprobada por las Cámaras del Congreso. A la fallida Constitución de Topeka siguió otra aprobada en una segunda convención antiesclavista en Leavenworth en la primavera de 1858, que tampoco fue aprobada. Finalmente, mediante la Constitución de Wyandotte Kansas ingresó en la Unión, el 29 de enero de 1861, como estado libre, es decir, no-esclavista. Esto solo fue posible tras la retirada voluntaria del Senado de los representantes de los estados sureños que habían proclamado ya su independencia.
Una de las principales consecuencias de la Ley Kansas-Nebraska fue la polarización extrema de la vida política del país entre norte y sur. El Partido Demócrata fue el que más acusó esa división entre polos irreconciliables, como antes le había pasado a los whigs con el Compromiso de 1850. Los demócratas corrían el riesgo de seguir el camino que había llevado al Partido Whig a la desaparición después de las elecciones de 1852. Con uno de los dos grandes partidos nacionales extinto y el otro gravemente fracturado entre norte y sur, el segundo sistema de partidos estadounidense se vino abajo, lo que resultaría decisivo en la crisis nacional que conduciría a la guerra civil unos años después.

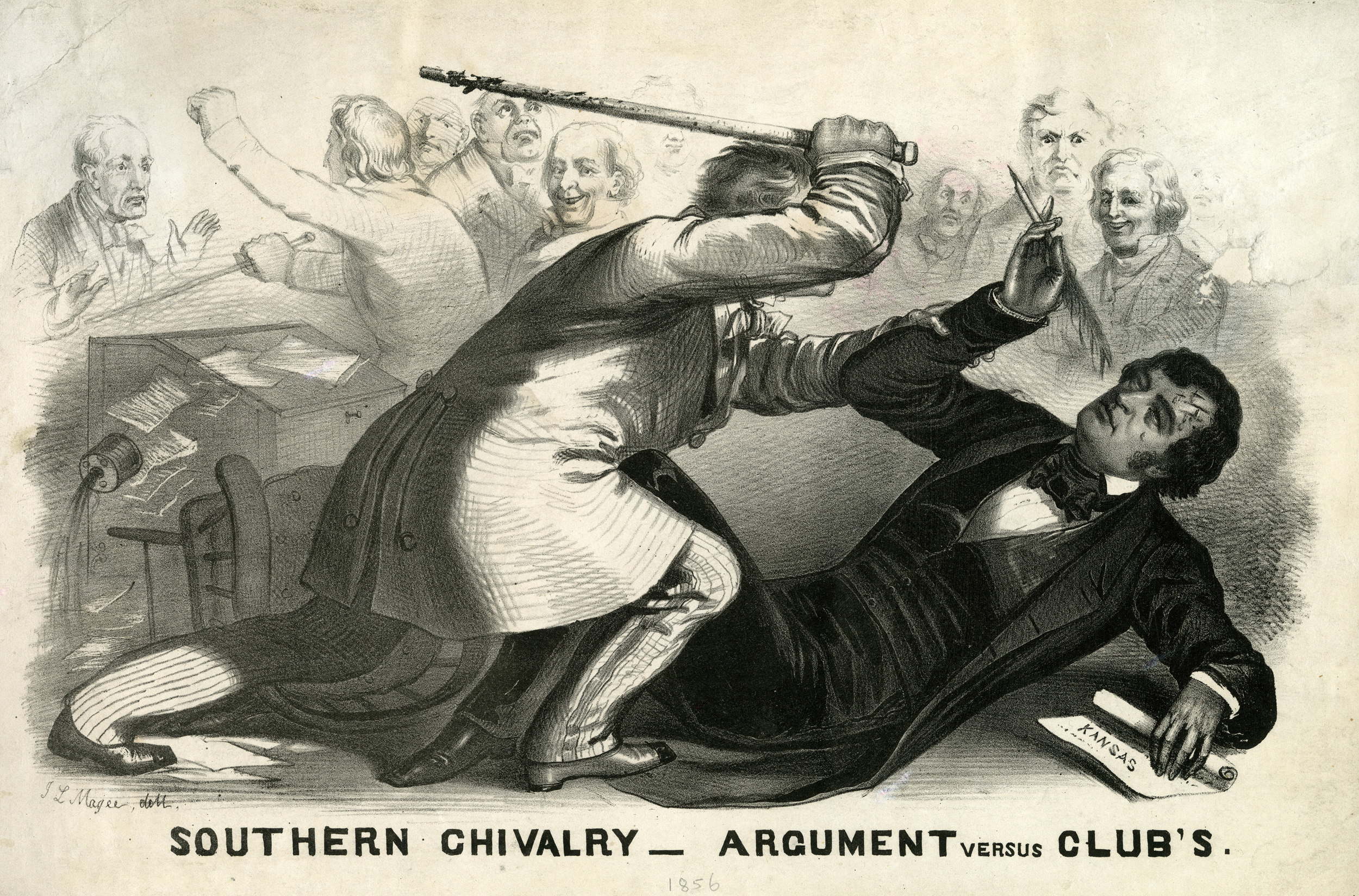
La violencia política alcanzó el Congreso nacional cuando en mayo de 1856 el senador del abolicionista Partido Free Soil ("suelo libre") Charles Sumner fue agredido por el bastón del representante demócrata Preston Brooks.

La ley Kansas-Nebraska acarreó unas consecuencias mucho más graves a corto plazo, en forma de esporádicos incidentes sangrientos, tales como los protagonizados por el activista abolicionista John Brown. Así, en mayo de 1856 un grupo de esclavistas atacó Lawrence, centro de las fuerzas antiesclavistas en Kansas. Aunque solo hubo una víctima mortal y además era de los asaltantes pro esclavistas, Brown decidió tomar represalias provocando la masacre de Pottawatomie, en la que sus hijos y él asesinaron a cinco jóvenes colonos proesclavistas de Misuri. Esta espiral de violencia se extendió incluso al mismo Senado federal, en cuyos pasillos un senador de Carolina del Sur agredió, en el mes de mayo de 1856, al abolicionista Charles Sumner, de Massachusetts. En los meses siguientes, unos dos centenares de personas perdieron la vida en el "sangriento Kansas". 
Paralelamente, en el norte crecía la indignación por la Ley de esclavos fugitivos aprobada por Fillmore en 1850, que permitía que todo negro apresado fuera hecho esclavo si un blanco lo reclamaba como propiedad suya. En 1854 el destacado periodista abolicionista William Lloyd Garrison llegó a quemar un ejemplar de la Constitución ante una entusiasta multitud en Massachussetts, renunciando así de manera simbólica a un gobierno que parecía entregado a los esclavistas.
En las elecciones legislativas de 1854 se presentaron varias coaliciones electorales unidas por una causa común: el rechazo a la Ley Kansas-Nebraska. Estas candidaturas adoptaron el nombre de «republicanas», en alusión al republicanismo que guio a los Padres Fundadores de la nación a finales del siglo precedente. El éxito combinado del partido Know Nothing con el de estas coaliciones republicanas de whigs, ex-whigs y demás antiesclavistas fue tal que el Partido Demócrata perdió un cuarto de sus votantes y el control de todos los estados "libres" salvo dos, pasando en el norte de 93 congresistas a apenas 23. El triunfo electoral terminó de afianzar estas improvisadas coaliciones políticas, lo que las haría cristalizar en un nuevo partido, el Partido Republicano de los Estados Unidos, que dos años más tarde presentaría su primer candidato a las elecciones presidenciales. El flamante partido se alineó en torno a varios principios: su rechazo frontal a la Ley Kansas-Nebraska y a todo intento de extender «el cáncer» de la esclavitud y su defensa del federalismo como fórmula de gobierno frente al poder y la autonomía de los estados que preconizaban los demócratas.
El presidente Pierce no supo responder a esta oleada de odio y sangre que se había extendido por el país, por lo que su partido, que iba camino de fracturarse como le ocurría ya al Partido Whig, lo rechazó en la Convención de junio de 1856 en Cincinnati, Ohio. Por lo tanto, el nominado para representar al Partido Demócrata en las elecciones de ese año no fue el entonces presidente, sino James Buchanan, de Pensilvania, siendo este el único caso en la historia de EE. UU. en que un presidente en ejercicio pierde la nominación de su partido para optar a un segundo mandato. Este rechazo da muestra del profundo hartazgo que Pierce despertaba en su propio partido. Su presidencia cayó pronto envuelta en las tinieblas que una época tan trágica como aquella despierta en la memoria nacional estadounidense. No es de extrañar, en consecuencia, que su propio partido renegara de él y lo considerara uno de los peores presidentes de la nación.

## Vida posterior

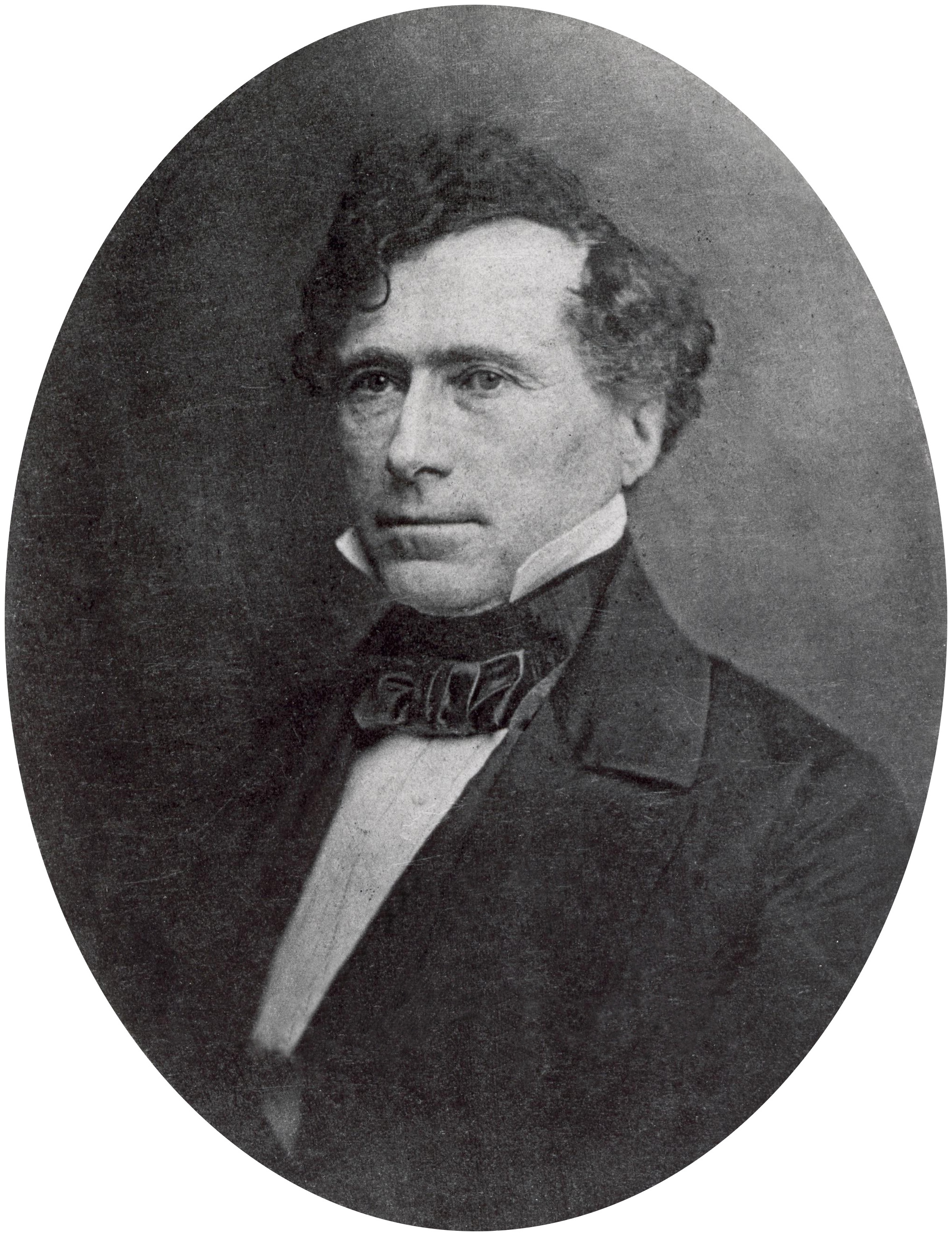
De un daguerrotipo de Franklin Pierce.

Tras cederle el testigo a Buchanan, Pierce se retiró con su esposa a Concord, en su Nuevo Hampshire natal. En los siguientes años viajaron por lugares tan distantes como Europa o las islas Bahamas, pero la pareja no logró ni tener más hijos ni levantar cabeza. Mientras su vida familiar se derrumbaba, la Unión hacía lo propio en su camino hacia la guerra civil. Pierce sostuvo el discurso del sur contra la intervención de las instituciones federales en el estilo de vida sureño (es decir: la esclavitud). Incluso mucho después del estallido de la guerra condenó públicamente los esfuerzos de Lincoln por salvaguardar la Unión mediante las armas. Pero su discurso, más que pacifista, sonó indulgente con la esclavitud, lo que lo hizo muy impopular entonces y en la posteridad. Al igual que le ocurrió a su inmediato predecesor Fillmore, cuando se supo la noticia del asesinato de Lincoln la encolerizada muchedumbre trató de asaltar su casa.
Viudo desde el 2 de diciembre de 1863, Franklin Pierce pasó sus últimos años de vida sumido en el alcoholismo y el rechazo que despertaba. Falleció el 8 de octubre de 1869, en Concord, por una cirrosis hepática.